# Danh sách trận động đất ở Azerbaijan
Đây là danh sách các trận động đất ở Azerbaijan với cường độ lớn hơn hoặc bằng 5,0 hoặc gây ra thiệt hại hoặc thương vong đáng kể. Như được chỉ ra dưới đây, cường độ được đo theo thang cường độ Richter (ML) hoặc thang cường độ mô men (Mw) hoặc thang cường độ sóng bề mặt (Ms) đối với các trận động đất rất cũ. Danh sách hiện tại không đầy đủ và dữ liệu cường độ chính xác và đáng tin cậy là rất hiếm với các trận động đất xảy ra trước khi phát triển các thiết bị đo hiện đại.
| Thời gian            | Giờ        | Địa điểm            | Vĩ tuyến | Kinh tuyến | Thiệt mạng                       | Thang độ lớn mô men | Chú thích | Nguồn       |
| -------------------- | ---------- | ------------------- | -------- | ---------- | -------------------------------- | ------------------- | --------- | ----------- |
| năm 427              |            |                     | 40.5     | 46.5       |                                  | 6.7                 |           | [ 1 ]       |
| năm 906              |            | Qivraq              | 39.78    | 44.88      |                                  | 6.2                 |           | [ 2 ]       |
| 30 tháng 9 năm 1139  | Đêm        | Ganja               | 40.40    | 46.23      |                                  | 6.3                 |           | [ 3 ]       |
| 25 tháng 11 năm 1667 |            | Shamakhy            | 40.60    | 48.60      | 80000                            | 6.9                 |           | [ 1 ]       |
| 4 tháng 1 năm 1669   |            | Shamakhy            | 40.60    | 48.60      | 7000                             | 5.7                 |           | [ 1 ]       |
| 9 tháng 8 năm 1828   | 16:00      | Shamakhy            | 40.70    | 48.40      |                                  | 5.7                 |           | [ 1 ]       |
| 2 tháng 1 năm 1842   | 22:00      | Baku, Mashtagi      | 40.5     | 50.0       |                                  | 4.3–5.0             |           | [ 4 ]       |
| 11 tháng 6 năm 1859  | 13:00      | Shamakhy            | 40.70    | 48.50      | 100                              | 5.9                 |           | [ 1 ]       |
| 28 tháng 1 năm 1872  | 07:00      | Shamakhy            | 40.60    | 48.70      |                                  | 5.7                 |           | [ 1 ]       |
| 13 tháng 2 năm 1902  | 09:39:30   | Shamakhy            | 40.70    | 48.60      | 86                               | 6.9                 |           | [ 1 ]       |
| 27 tháng 4 năm 1931  | 16:50:45   | Zangezur            | 39.40    | 46.00      | 390-2890                         | 6.4                 |           | [ 5 ]       |
| 4 tháng 6 năm 1999   | 09:12:50   | Agdash, Ucar, Ağalı | 40.802   | 47.448     | 1                                | 5.4                 |           | [ 1 ]       |
| 25 tháng 11 năm 2000 | 18:09:11.4 | Baku                | 40.245   | 49.946     | 31                               | 6.8                 |           | [ 1 ]       |
| 7 tháng 5 năm 2012   | 09:40      | Zaqatala            | 41.541   | 46.766     | 0                                | 5.6                 |           | [ 6 ]       |
| 5 tháng 6 năm 2018   | 18:40:30   | Zaqatala            | 41.53    | 46.79      | 1 người chết, 31 người bị thương | 5.4                 |           | [ 7 ] [ 8 ] |